# Тети (Сардиния)
Тети (итал. Teti) — коммуна в Италии, располагается в регионе Сардиния, в провинции Нуоро.
Население составляет 807 человек (2008 г.), плотность населения составляет 18 чел./км². Занимает площадь 44 км². Почтовый индекс — 8030. Телефонный код — 0784.
Покровителями коммуны почитаются Пресвятая Богородица, празднование 5 августа, и святой Себастьян, празднование в третьи понедельник и вторник сентября.

## Демография
Динамика населения:

## Администрация коммуны
- Официальный сайт: